# Nostra Signora del Sacro Rosario delle Suore Betlemite
Nostra Signora del Sacro Rosario delle Suore Betlemite, även kallad Cappella Nostra Signora del Sacro Rosario, är en kyrkobyggnad i Rom, helgad åt Jungfru Maria och särskilt åt hennes roll som Vår Fru av Rosenkransen. Kyrkan är belägen vid Via Lambro i quartiere Trieste och tillhör församlingen San Saturnino.

## Historia
Kyrkan ritades av arkitekten Ettore Cerasa och tillbyggdes av ingenjörerna Carlo Mazzoni och Tommaso Garavini.
Kyrkan tillhör Betlehemssystrarna, vilka vid området kring Via Lambro har sitt högkvarter samt ett sjukhem. Betlehemssystrarna utgör den kvinnliga grenen av Betlehemiterna, en orden grundad av Pedro de Betancur år 1656. Orden tog sitt namn efter Jesu födelseort Betlehem för att glorifiera inkarnationens mysterium och betona de enkla omständigheter under vilka Jesus föddes. Den kvinnliga grenen av orden, Betlehemssystrarna, grundades av Pedro de Betancur år 1668 och reformerades av moder Encarnación Rosal under 1800-talets senare hälft.

## Exteriören
Fasaden i nyrenässans har två våningar, vilka avskiljs av en kraftigt profilerad gördelgesims. Den nedre våningen har en enkel portal, medan den övre har tre rundbågefönster, flankerade av två korintiska pilastrar. Fasaden kröns av ett kraftigt profilerat pediment med ett kors.
Kyrkans grundplan är ett latinskt kors med absid.